# Dimos Pavlos Melas
Dimos Pavlos Melas (Pavlos Melas) är en kommun i Grekland.   Den ligger i prefekturen Nomós Thessaloníkis och regionen Mellersta Makedonien, i den norra delen av landet, 300 km norr om huvudstaden Aten. Antalet invånare är 87 587. Arean är 24,9 kvadratkilometer.
Terrängen i Dimos Pavlos Melas är platt åt nordväst, men åt sydost är den kuperad.
Dimos Pavlos Melas delas in i:
- Stavroupoli
- Políchni
- Efkarpía